# Apamea tallosi
Apamea tallosi är en fjärilsart som beskrevs av Kovács och Zoltan Varga 1969. Apamea tallosi ingår i släktet Apamea och familjen nattflyn. Inga underarter finns listade i Catalogue of Life.